# الأصبح (قرية)
قرية الأصبح قرية سورية تقع في الجولان، احتلت من قبل إسرائيل إبان حرب حزيران 1967 م، وتحررت بعد اتفاق وقف إطلاق النار عام 1974 م على إثر حرب تشرين.
أعيد بناؤها وتوسعت بعد 1985 م، تسكنها حاليا نحو 60 عائلة.